# NGC 4909
NGC 4909 este o galaxie spirală situată în constelația Centaurul. A fost descoperită în 5 iunie 1834 de către John Herschel. Se află la o distanță de 49,66 de megaparseci de Pământ.